# 1-й Білоруський фронт
Пе́рший Білору́ський фронт — оперативно-стратегічне об'єднання радянських військ у Другій світовій війні.

## Історія

### 1-й Білоруський фронт першого формування
1-й Білоруський фронт був сформований 24 лютого 1944 року на підставі директиви Ставки ВГК від 17 лютого 1944 року шляхом перейменування Білоруського фронту. До складу фронту увійшли 3-тя, 10-та, 48-ма, 50-та, 61-ша, 65-та загальновійськові армії, 16-та повітряна армія.
З'єднання фронту проводили операції на території Білорусі з метою поліпшення свого оперативного положення, захоплювали нові плацдарми на правому березі Дніпра. У ході проведення Рогачевсько-Жлобінської операції війська під керівництвом генерала армії Рокоссовського К. К. звільнили Рогачов.
5 квітня 1944 року на підставі директиви Ставки від 2 квітня 1944 року знов перейменований на Білоруський фронт.

### 1-й Білоруський фронт другого формування
Знов 1-й Білоруський фронт створений 16 квітня 1944 року на підставі директиви Ставки ВГК від 12 квітня 1944 року шляхом перейменування Білоруського фронту. До складу фронту увійшли 3-тя, 47-ма, 48-ма, 60-та, 61-ша, 65-та, 69-та та 70-та загальновійськові армії, а також 16-та повітряна армія.
Надалі до його складу входили 8-ма гвардійська, 3-тя, 5-та ударні, 28-ма, 33-тя загальновійськові армії, 1-ша, 2-га гвардійські танкові армії, 2-га танкова армія, 6-та повітряна армія, 1-ша, 2-га армії Війська Польського, у оперативному підпорядкуванні знаходилася Дніпровська військова флотилія.
У ході стратегічного наступу в Білорусі 24 — 29 червня 1944 війська фронту провели Бобруйську операцію, в результаті якої оточили і знищили понад 6 дивізій противника.
29 червня — 4 липня 1944 року 1-й Білоруський фронт частиною сил брав участь в проведенні Мінської операції.
В ході наступу в східних районах Польщі, форсували Віслу і захопили на її лівому березі маґнушевський і Пулавський плацдарми. В ході наступу були звільнені Бобруйськ, Люблін, Брест, Седлец. У серпні — грудні 1944 року з'єднання фронту вели бої по утриманню і розширенню плацдармів на лівому березі Вісли.
У цей період під час визволення Білорусі проводив Бобруйську, Мінську, Люблінсько-Берестейську операції.
У ході зимового наступу 1945 років війська фронту звільнили Центральну Польщу, форсували Одер і створили північніше і південніше Кюстріна плацдарм на західному березі річки. У лютому — квітні 1945 року велися бої за утримання і розширення цього плацдарму, а також звільнення північних районів Польщі. В ході наступу, що почався з середини квітня 1945 року, з'єднання фронту вийшли до Берліна і опанували столицю Німеччини.
У 1945 війська фронту брали участь у Вісло-Одерській, Варшавсько-Познанській, Східно-Померанській та в Берлінській операціях.
Розформований 10 червня 1945 року на підставі директиви Ставки ВГК від 29 травня 1945 року. Його польове управління реорганізоване в польове управління Групи радянських окупаційних військ в Німеччині.

## Військові формування у складі фронту

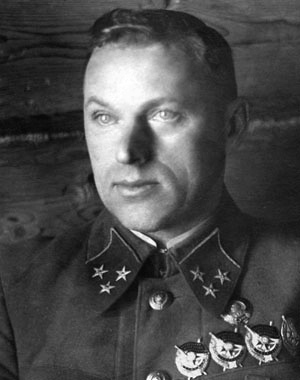
Командувач Першим Білоруським фронтом Маршал Радянського Союзу Рокоссовський К. К.

## Військові операції

### Стратегічні операції
- Операція «Багратіон»
- Берлінська операція

## Командувачі
- Маршал Радянського Союзу Костянтин Рокоссовський (лютий — листопад 1944),
- Маршал Радянського Союзу Георгій Жуков (листопад 1944 — червень 1945).